# Duftender Sumach
Der Duftende Sumach (Rhus aromatica Aiton) ist eine Pflanzenart aus der Gattung Rhus innerhalb der Familie der Sumachgewächse (Anacardiaceae). Sie ist in Nordamerika beheimatet. Ein weiterer deutschsprachiger Trivialname ist Gewürzsumach, ein englischsprachiger Trivialname ist fragrant sumac. Der Name der getrockneten Rinde als pharmazeutische Droge ist Rhois aromaticae radicis cortex.

## Beschreibung und Ökologie

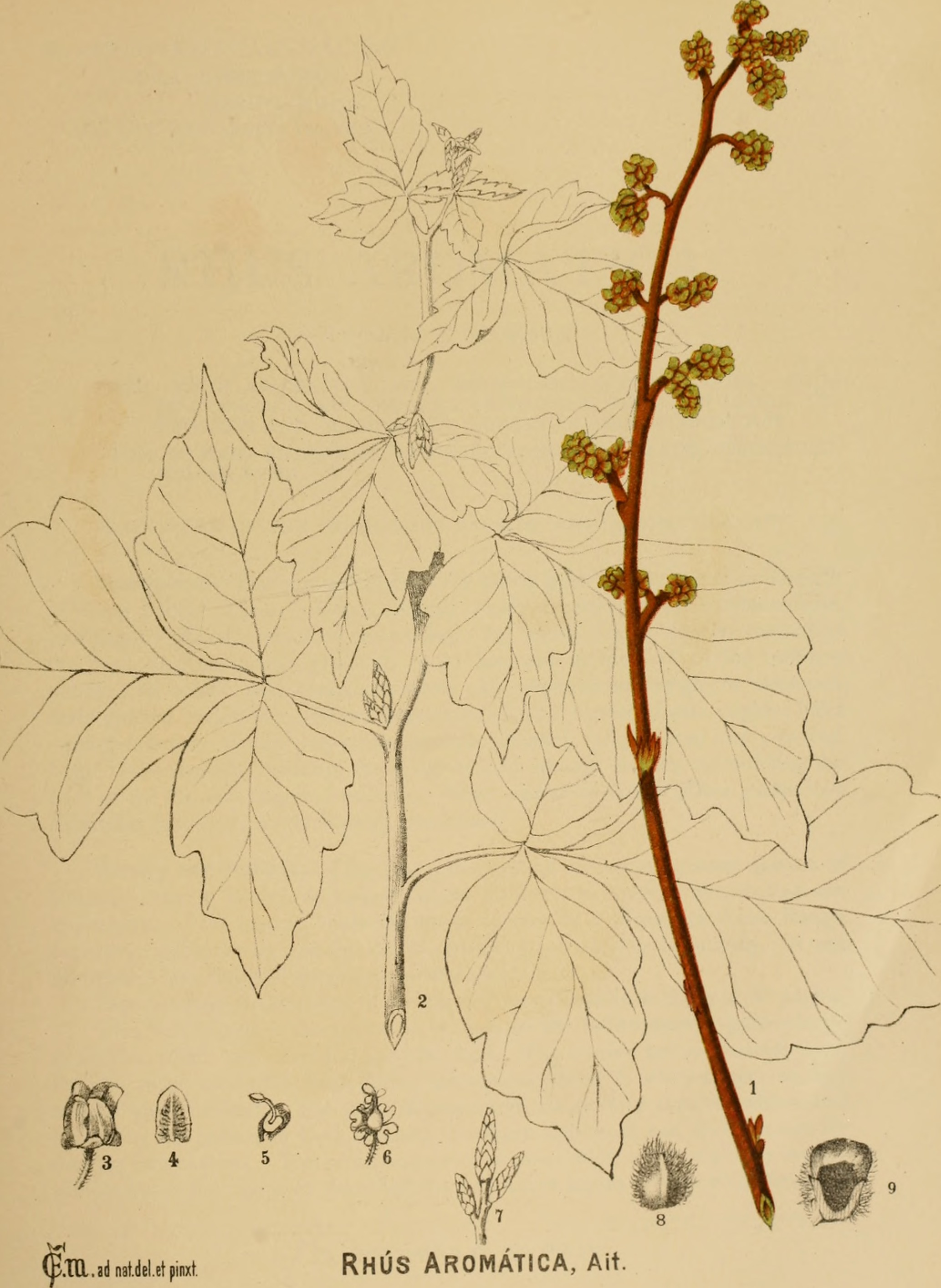
Illustration aus American medicinal plants; an illustrated and descriptive guide to the American plants used as homopathic remedies- their history, preparation, chemistry and physiological effects, 1887

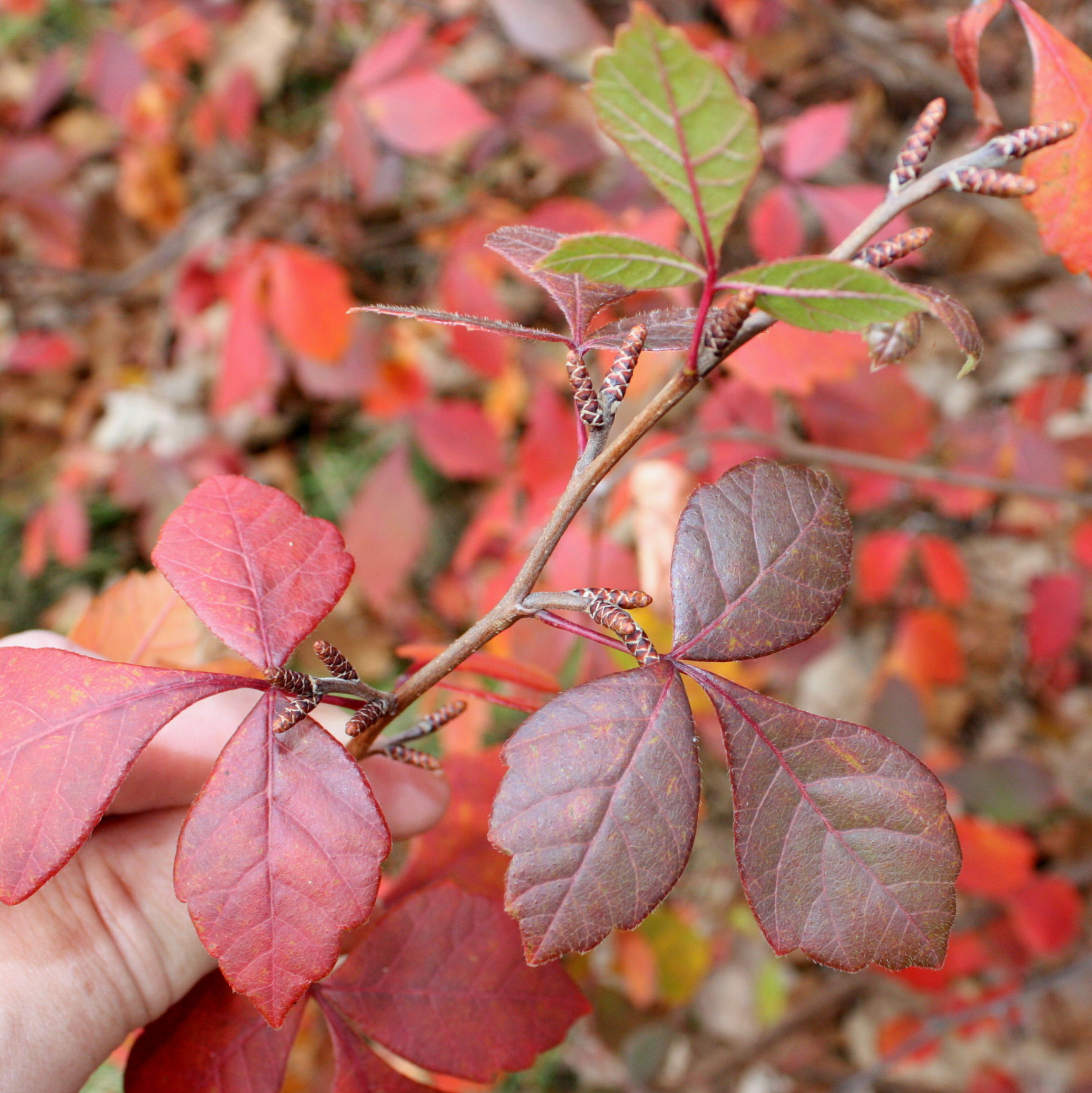
Zweig mit dreiteilig gefiederten Laubblättern in Herbstfärbung und knospige Blütenstände für die kommende Vegetationsperiode

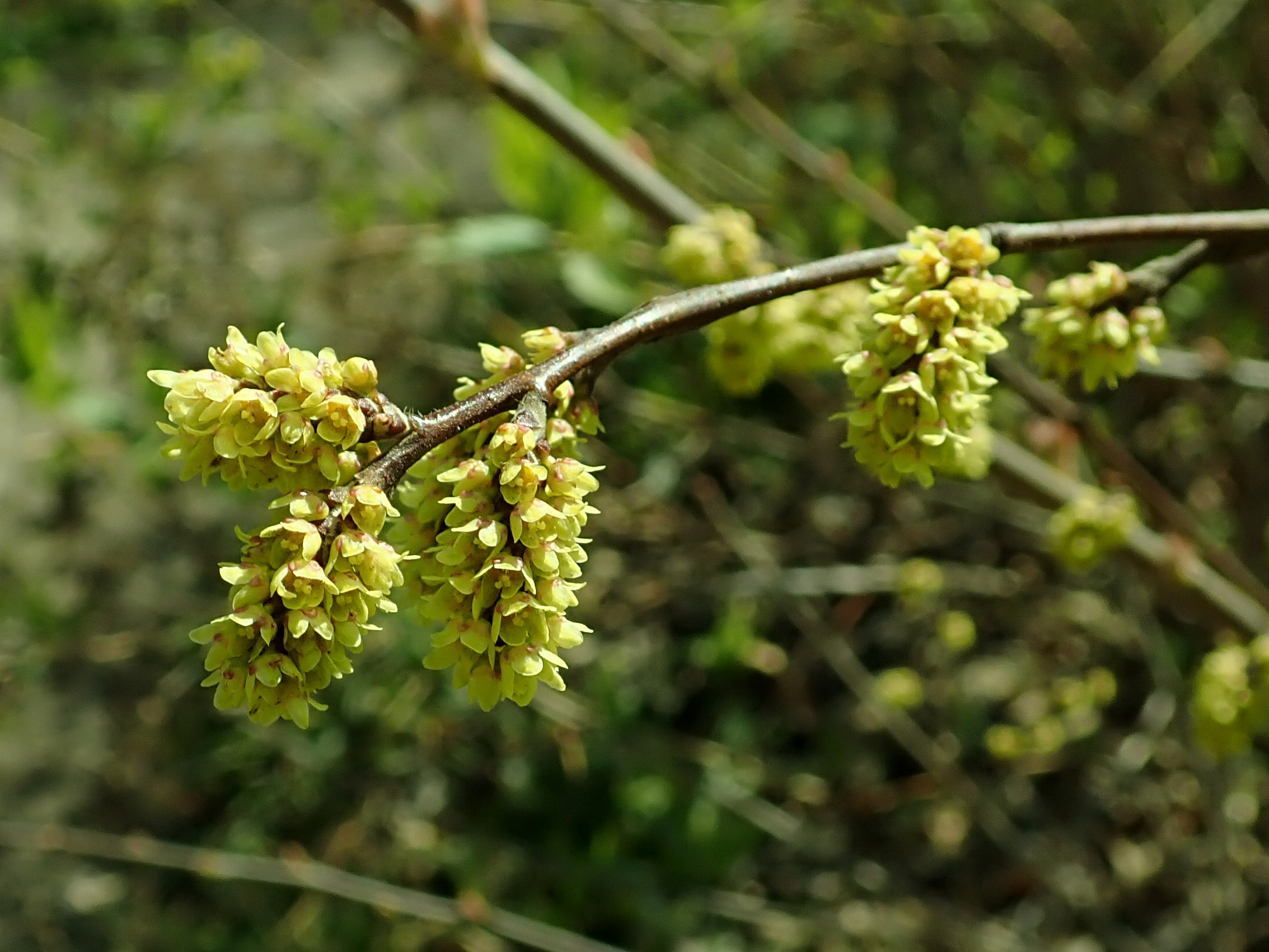
Zweig mit Blütenständen vor der Laubentfaltung

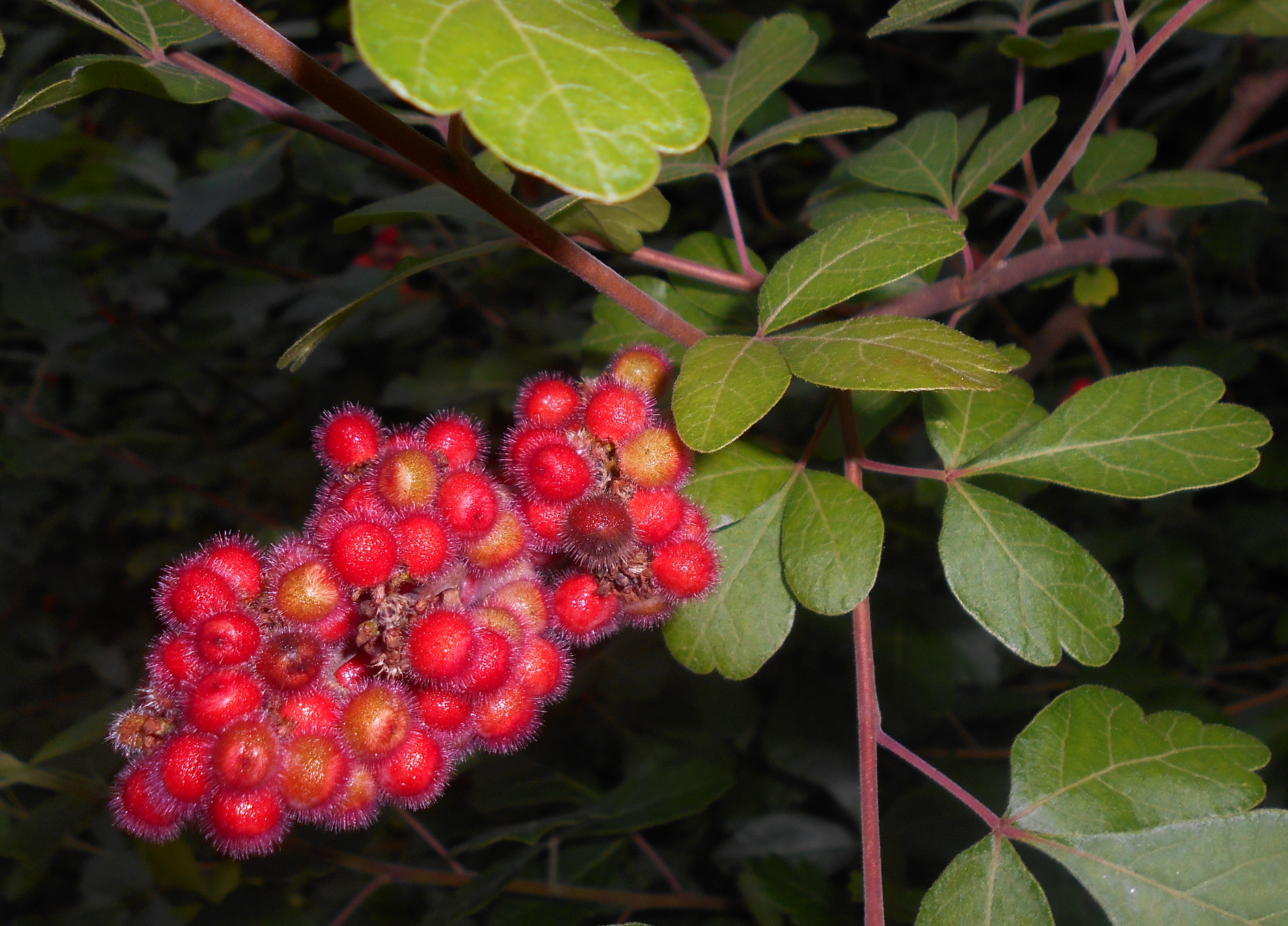
Fruchtstand mit reifenden Früchten

### Vegetative Merkmale
Rhus aromatica ist ein rundlich wachsender, laubabwerfender Strauch mit Wuchshöhen von bis zu 2,5 Metern.
Rhus aromatica wurzelt flach mit biegsamen Wurzeln und kann leicht verpflanzt werden. Einige der Äste können, wenn sie den Boden berühren, wurzeln und so Kolonien bilden, wenn die Bedingungen geeignet sind.
Die Laubblätter und Stängel von Rhus aromatica verströmen beim Zerreiben ein zitroniges Aroma, daher das Artepithon aromatica. Die Laubblätter ähneln denen des Kletternder Gift-Sumachs (Rhus radicans) oder des sehr ähnlichen Dreilappigen Sumachs, doch ist Rhus aromatica nicht giftig und Rhus radicans verströmt keinen aromatischen Duft. 
Die wechselständig angeordneten und gestielten Laubblätter sind dreiteilig gefiedert, wobei das mittlere Blättchen das größte ist. Die spitzen bis stumpfen oder abgerundeten, vor allem unterseits fein behaarten Blättchen sind sitzend und verkehrt-eiförmig, gekerbt bis gesägt oder gelappt. Im Herbst werden sie wie bei anderen Sumachgewächsen leuchtend gelb bis rot und purpurfarben.

### Generative Merkmale
Rhus aromatica ist zweihäusig getrenntgeschlechtig (diözisch). Die Blütezeit liegt im März und April, meist noch bevor die Laubblätter erscheinen. Die gelben, meist funktionell eingeschlechtlichen, sitzenden bis kurz gestielten und fünfzähligen Blüten mit doppelter Blütenhülle stehen in dichten Blütenständen zusammen. Zwittrige Blüten können vorkommen.
Die kleinen, behaarten, etwa 6 Millimeter großen und klebrigen Steinfrüchte reifen im Juli und August und färben sich rot; sie bleiben bis zum folgenden März am Strauch, sofern sie nicht von Vögeln oder Kleinsäugern gefressen wurden.

## Vorkommen
Rhus aromatica kommt im südlichen Kanada (Alberta bis Quebec) sowie in nahezu allen Continental United States außer in Florida vor. Südlich reiht sein Verbreitungsgebiet bis Mexiko.
Rhus aromatica wächst in höher gelegenen offenen Wäldern, Feldern, „Ödländern“ und auf Felsklippen. Die Ansprüche an den Lebensraum sind höher als die des Kletternden Gift-Sumachs, der in weitaus vielfältigeren Biotopen wächst. Rhus aromatica wächst im tiefen Schatten, aber auch in praller Sonne jeweils auf gut durchlüfteten, schwach sauren bis mäßig alkalischen Böden bei Boden-pH-Werten von 6,0 bis 8,5.

## Systematik
Die Erstveröffentlichung von Rhus aromatica erfolgte 1789 durch William Aiton in Hortus Kewensis; or, a catalogue ..., 1, Seite 367.
Es wurden 2 Varietäten beschrieben:
- Rhus aromatica var. aromatica
- Rhus aromatica var. serotina (Greene) Rehder

## Nutzung
Sumach findet beim Gerben von Leder wie Saffian Verwendung.
Rhus aromatica wird von großen Gärtnereien und Baumschulen mit breiter Artenpalette oder in Natur-Gärtnereien kultiviert und gelegentlich in der Landschaft der mittelwestlichen und östlichen Vereinigten Staaten ausgepflanzt.
Während die Wildform nicht sehr bekannt ist und sie oft von Landschaftsgärtnern und Gartenbesitzern verwendet wird, wird der Cultivar ‚Gro-low‘ häufig als höherer Bodendecker eingesetzt und oft in Garten-Centern angeboten. Der Großteil wird jedoch von Landschaftsgärtnern, -architekten und -designern eingesetzt, die diese Pflanzensorte kennen, während die meisten Gartenbesitzer nach Bodendeckern und Sträuchern mit attraktiven Blüten oder immergrünem Laub suchen. ‚Gro-low‘ wird etwa 2 ft (0,6 m) hoch und breitet sich bis zu 8 ft (2,4 m) aus.

## Schutzstatus in den USA
Rhus aromatica wird in Connecticut als „Art von besonderem Interesse“ (englisch species of special concern, die Datenlage ist für eine Beurteilung nicht hinreichend) bzw. „lokal ausgestorben“ betrachtet. Dies gilt jedoch nur für Populationen in der Wildnis. Sie wird gleichzeitig in Connecticut, Washington und New Hampshire als eingeführt betrachtet.